# بگو که بهشتی هست
 "بگو که بهشتی هست" قطعه ای از کریس ریا، خواننده و آهنگ ساز بریتانیایی است، این آهنگ به عنوان سومین تک آهنگ از دهمین آلبوم استدیویی این هنرمند با نام جادهٔ جهنم در سال ۱۹۸۹ منتشر شد. نویسندهٔ این آهنگ کریس ریا و تهیه کنندهٔ آن جان کلی است. "بگو که بهشتی هست" در چارت تک آهنگ‌های انگلستان به ردهٔ ۲۴ م و برای شش هفته بین ۱۰۰ آهنگ برتر قرار داشت.
در سال ۱۹۹۴، این قطعه مجدداً در مجموعهٔ The Best of Chris Rea منتشر شد. در دسامبر ۱۹۹۴ مجدداً در جایگاه ۷۰م در جدول بریتانیا جای گرفت. در بازنشر مجدد این آهنگ در سال ۲۰۰۰، بگو که بهشتی هست در رتبهٔ ۱۱م 40 Top اتریش Top 40 قرار گرفت.

## پیش زمینه
ریا تحت تأثیر حال دخترش، جوزی، که تصاویری از آشوب‌های آفریقای جنوبی را که در آن صحنه‌های هولناکی از "پرتاب کردن تایرهای سوزان به سمت مردم" و "جان دادن مردی که در آتش می‌سوخت" به نمایش درآمده بود را دیده بود، این قطعه را نوشت. ریا در مطلبی در سال ۲۰۱۹ یادآور شد که: پدر جوآن (همسر ریا) می‌گفت که نمی‌دانستم در مورد صحنه‌های که جوزی دیده بود چه توضیحی به او بدهم، پس تنها تونستم بگویم که: "آن مرد به بهشت رفته‌است". و اینگونه بود که آهنگ بوجود آمد. رفتم که به او سر بزنم و او در آرامش خوابیده بود، به بیرون از پنجره نگاه کردم و با خودم گفتم، بابا بزرگ بهت گفت بهشتی وجود داره، دوست داشتم کسی بود که به من هم می‌گفت که بهشتی هست"

## نظرات منتقدین
Music & Media در زمان انتشار این آهنگ نوشت: «آهنگ آهسته، آرام و صمیمی با چینش خوش سلیقهٔ سازها ی زهی و استرینگ‌ها. مناسب آخر شب و برنامه نویسان.»
در بررسی دیگر، دیوید لا از هفته نامهٔ مستقل دانش آموزی شارلاتان می‌گوید که: "آهنگ مجموعه ای از سرخوردگی و امیدهای ریا برای آینده است." ولی به نظر می‌رسد اگر تأکید بر فضای آکوستیک گیتار و پیانو بیشتر بود تا استرینگ‌های جان ویلیامز طور که ویژهٔ موسیقی متن فیلم استفاده می‌شوند، آهنگ تأثیر گذارتری می‌شد".
دبورا هارنلو از Hartford Courant با بیان اینکه «این سوالات ملتمسانهٔ کودکی است که با ناملایمات این دنیا مواجه می‌شود» از این اثر با عنوان یک «آهنگ خوب» یاد می‌کند.

## فهرست آهنگ

### نسخه اصلی
۷ "تک آهنگ
1. «بگو که بهشتی هست» - ۶:۰۱
2. «و وقتی که او لبخند می‌زند» - ۳:۱۱

۱۲ "تک آهنگ
1. «بگو که بهشتی هست» - ۶:۰۱
2. «و وقتی که او لبخند می‌زند» - ۳:۱۱
3. «نفرین مسافر» - ۶:۲۵

سی دی
1. «بگو که بهشتی هست» - ۶:۰۱
2. «و وقتی که او لبخند می‌زند» - ۳:۱۱
3. «نفرین مسافر» - ۶:۲۵
4. «موهای ریز بافتهٔ بلوند» - ۴:۱۶

### نسخه ۱۹۹۴
سی دی
1. "به من بگو یک بهشت وجود دارد" - ۶:۰۱
2. " دختران Stainsby " - 4:06
3. " بیا تا برقصیم " - ۴:۱۵

سی دی (نسخه تبلیغی)
1. "بگو که بهشتی هست" (نسخه ادیت شده) - ۴:۵۵
2. "بگو که بهشتی هست" (نسخه آلبوم) - ۶:۰۱
3. "دختران Stainsby" - 4:06
4. "بیا تا برقصیم" - ۴:۱۵
5. " بخاطر کریسمس تا خانه راندن" - ۳:۵۸

### نسخه سال ۲۰۰۰
سی دی
1. "بگو که بهشتی هست" - ۶:۰۱
2. "به دور دست‌ها " - ۴:۴۸
3. "ماسه نویسی" - ۵:۰۸

## عوامل
بگو که بهشتی هست
- کریس ریا - آواز، گیتار، کیبورد
- مکس میدلتون - کیبورد، تنظیم استرینگ و سازهای زهی
- رابرت آهوایی - گیتار بیس
- مارتین دیچام - درامز، پرکاشن

## جداول
| چارت (۱۹۹۰)         | بالاترین رتبه |
| ------------------- | ------------- |
| تک آهنگ‌های بریتانیا | ۲۴            |

| چ (۲۰۰۰)                | بالاترین رتبه |
| ----------------------- | ------------- |
| نمودار تک آهنگ‌های اتریش | ۱۱            |